# 망우선
망우선(忘憂線)은 서울특별시 중랑구 상봉동의 망우역과 노원구 월계3동의 광운대역을 연결하는 지선철도 노선이다. 한국철도공사가 운영하며 중앙선, 경춘선과 경원선을 연결하는 삼각선 기능을 수행한다. 본래 화물 전용 노선이었으나, 2013년 11월 4일부터 수도권 전철 경춘선 전동차가 평일 한정으로 1일 2회 운행하고 있다. 통행방향은 어디서든 좌측통행이다.

## 개요
망우선은 1963년에 건설되었다. 망우선의 건설은 경원선과 중앙선을 연결하여 두 노선을 경유하는 화물의 수송력 확대와 운행 장애를 최소화하고, 동시에 이문동에 무연탄 저탄장을 설치하여 서울 지역의 에너지 수요를 감당하기 위한 것이었다. 저탄장은 총 5개 선(A, B, C, D, D`)을 보유하고 있었으며, 석탄을 중력식으로 하화할 수 있도록 설계되어 있었다.
이후 수도권 전철 중앙선 운행이 확정되고, 동시에 해당 지역을 운행하는 전동차의 총량이 늘어나면서 동부 지역의 차량 기지인 이문차량사업소를 건설하기로 결정되었다. 이미 도시의 팽창 관계로 환경문제를 초래하고 있는 망우 무연탄 하화장을 폐지되어서, 이 곳을 부지로 활용하기로 하였다. 이후 기지 건설이 시작되면서 이문역은 2004년에 폐역되어, 해당 노선이 가진 화물 취급은 폐지되었으며, 현재에는 삼각선 기능과 이문차량사업소 입·출고 차량의 회송용 선로로 활용되고 있다. 2013년 11월 4일 주중에 한해 1일 2회씩 수도권 전철 경춘선 전동차가 망우선을 경유하여 광운대역까지 운행하게 되었다.

## 연혁
- 1963년 8월 19일 : 망우 - 성북 구간 착공
- 1964년 1월 11일 : 망우 - 성북 구간 4.9 km 완공
- 1964년 5월 1일 : 망우 무연탄 하화장 착공
- 1966년 11월 11일 : 이문역 영업 개시
- 1966년 12월 30일 : 무연탄 하화장 구내 A·B선 완공으로 일부 가동 개시
- 1969년 2월 22일 : 망우 무연탄 하화장 준공
- 1973년 6월 20일 : 전철화 공사 완공(중앙선과 동시 시공)
- 1999년 11월 18일 : 이문차량사업소 건설 실시계획 승인
- 1999년 12월 29일 : 이문차량사업소 착공
- 2004년 7월 5일 : 이문역 폐역
- 2005년 7월 5일 : 이문차량사업소 완공
- 2012년 5월 12일 : 망우선 화물열차 운행중지
- 2013년 10월 1일 : 망우선 화물열차 운행재개
- 2013년 11월 4일 : 주중에 한하여 1일 2회 수도권 전철 경춘선 전동차 연장 운행, 정기편 전동열차 여객취급 개시
- 2013년 12월 18일 : 성북역에서 광운대역(光云大驛)으로 역명 변경[1]
- 2019년 4월 17일 : 철도 노선번호 변경에 따라 31201로 변경[2]
- 2020년 11월 12일 : 철도 노선번호 변경에 따라 20301로 변경[3]

## 노선 정보
- 노선 거리 : 4.9 km
- 운영 기관 : 한국철도공사(전 구간)
- 궤간 : 1435mm(표준궤)
- 통행 방식 : -
- 역 수 : 3
- 복선 구간 : 없음
- 전철화 구간 : 전 구간(4.9 km)
- 보안 장치 : 자동폐색, ATS-S

### 차량
- 한국철도공사 361000호대 전동차

## 역 목록
| 망우   | Mangu           | 忘憂   | 0.0 | 0.0 | 중앙선 ● 수도권 전철 경의·중앙선 ● 수도권 전철 경춘선                     | 서울특별시 | 중랑구   |
| 상봉   | Sangbong        | 上鳳   | 0.6 | 0.6 | 중앙선 ● 수도권 전철 경의·중앙선 ● 수도권 전철 경춘선 ● 서울 지하철 7호선 | 서울특별시 | 중랑구   |
| 이문   | Imun            | 里門   | 1.7 | 2.3 |                                                                           | 서울특별시 | 동대문구 |
| 광운대 | Kwangwoon Univ. | 光云大 | 2.6 | 4.9 | 경원선 ( ● 수도권 전철 1호선 )                                            | 서울특별시 | 노원구   |

## 노선 특징
노선은 신이문역 북단부터 광운대역까지 경원선과 병행하고 있으며, 상봉역에서 망우역까지 중앙선과 병행하나 운행체계가 분리되어 있으며, 따라서 영업거리 계산도 별도로 이루어진다.
이 구간은 화물 전용 노선으로 쓰이고 있으며, 수도권 전철 중앙선 개통 이후, 이문차량사업소에 입·출고하는 중앙선 전동차의 회송 선로로도 이용되고 있고 경춘선에서 운행하는 광운대행 열차가 운행되는 선로이기도 하다. 이러한 이유와 더불어 급커브 구간이 많아서 열차 운행시 제한 속도가 매우 낮다.
여객 열차의 운행은 수도권 전철 경춘선이 하루 2회 상봉역에서 광운대역까지 연장하여 운행하는 것이 전부이다. 과거에는 일명 '카레일'이라고 불린, 여객과 자동차를 함께 운반하는 열차가 이 구간을 경유하여 운행한 바 있다. 코레일은 성북에서 출발하여 망우선을 거쳐, 강릉까지 운행하는 열차로 여름 한정으로 운행되었으나 호응이 높지 못하여 현재는 폐지되었다.
2022년도 철도통계연보에 따르면 망우선을 경유하는 정기열차의 열차운행 빈도는 다음과 같다.
| 선구          | 선로용량 | 일반여객 | 전동차 | 화물열차 | 운행총계 |
| ------------- | -------- | -------- | ------ | -------- | -------- |
| 망우 - 광운대 | 45       | 0        | 0      | 0        | 0        |

## 이용객 변동
다음 자료는 2000년부터 2015년까지 한국철도공사 한국철도통계 내용을 모은 것이다.
| 구분       | 이용 인원수 (명) | 이용 인원수 (명) | 이용 인원수 (명) | 이용 인원수 (명) | 이용 인원수 (명) | 이용 인원수 (명) | 이용 인원수 (명) | 이용 인원수 (명) | 각주  |
| 구분       | 2008년           | 2009년           | 2010년           | 2011년           | 2012년           | 2013년           | 2014년           | 2015년           | 각주  |
| ---------- | ---------------- | ---------------- | ---------------- | ---------------- | ---------------- | ---------------- | ---------------- | ---------------- | ----- |
| 통일(통근) | 0                | 0                | 0                | 0                | 0                | 0                | 0                | 0                | [ 5 ] |
| 무궁화     | 1,211            | 1,986            | 2,043            | 1,582            | 0                | 0                | 0                | 1,498            | [ 5 ] |
| 새마을     | 0                | 354              | 354              | 0                | 0                | 0                | 384              | 2,873            | [ 5 ] |
| 합계       | 1,211            | 2,340            | 2,397            | 1,582            | 0                | 0                | 384              | 4,371            | [ 5 ] |

## 같이 보기
- 경원선
- 중앙선
- 수도권 전철 경춘선
- 수도권 전철 중앙선